# Coris sandeyeri

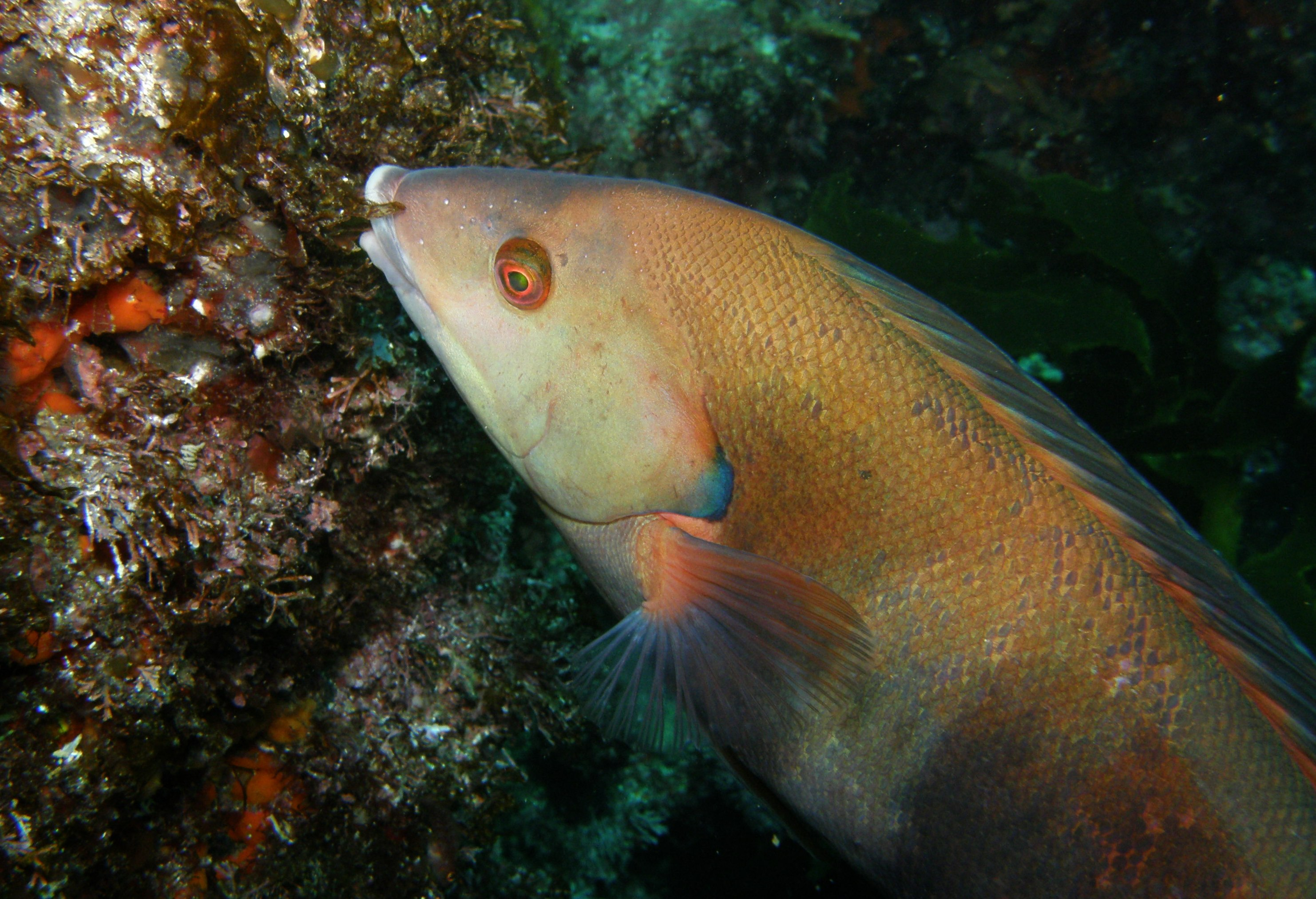
Esemplare alle Isole Poor Knights

Coris sandeyeri (Hector, 1884) è un pesce di acqua salata appartenente alla famiglia Labridae.

## Distribuzione e habitat
Proviene dalle barriere coralline dell'oceano Pacifico, in particolare dall'Isola di Lord Howe, Isole Kermadec, Australia, Isole Norfolk e Nuova Zelanda. Nuota soprattutto in zone ricche di alghe e vegetazione acquatica, spesso con fondo sabbioso; difficilmente si allontana dalle acque costiere, e nuota tra i 20 e i 40 m di profondità.

## Descrizione
Presenta un corpo allungato, leggermente compresso lateralmente, con la testa dal profilo appuntito. La lunghezza massima registrata è di 25 cm, e può vivere anche 22 anni. La colorazione varia molto e permette di distinguere facilmente i giovani dagli adulti.
Gli esemplari giovanili hanno gli occhi grandi, rotondi, quasi arancioni, e un dorso grigiastro. Subito sotto la zona grigiastra c'è una fascia gialla o verdastra, e le due sono separate da una striscia azzurra pallida che parte dall'occhio e termina sul peduncolo caudale, dove c'è una macchia nera tonda. Il ventre è invece completamente bianco. Le pinne sono trasparenti e non particolarmente allungate.
Gli esemplari adulti sono prevalentemente marroni, e il loro corpo è più tozzo di quello dei giovani. Il ventre non è bianco ma dello stesso colore del resto del corpo. Circa a metà di quest'ultimo sono presenti diverse fasce verticali colorate nere, giallastre, bianche e grigiastre pallide. Sulla testa possono essere presenti aree viola.

## Biologia

### Comportamento
I giovani vivono in banchi solitamente composti da pochi esemplari ed a volte puliscono altri pesci più grossi nutrendosi dei loro parassiti esterni. È una specie diurna che ha l'abitudine di dormire sepolta nella sabbia di notte. I maschi adulti sono territoriali durante il periodo riproduttivo.

### Alimentazione
La sua dieta, prevalentemente carnivora, è composta sia da alghe (Corallina) che soprattutto da varie specie di invertebrati acquatici, soprattutto se dotati di guscio, come molluschi gasteropodi (Trochidae, Rissoidae, Haliotis virginea), bivalvi (Pectinidae) e chitoni, crostacei, in particolare ostracodi, anfipodi (Gammaridea) e isopodi, larve di insetti, echinodermi, come stelle marine (Ophionereis fasciata) e ricci di mare e vermi policheti.

### Riproduzione
È oviparo e probabilmente ermafrodita. La fecondazione è esterna e non ci sono cure dei genitori verso le uova, che sono planctoniche e vengono deposte tra dicembre e marzo.

## Conservazione
Questa specie viene classificata come "a rischio minimo" (LC) dalla lista rossa IUCN nonostante sia rara in diverse zone del suo areale perché viene pescata abbastanza raramente ed è diffusa in alcune aree marine protette.